# Ньык Дым
Ньык Дым (кхмер. ញឹក ឌឹម; 12 февраля 1934 — 16 декабря 1978) — камбоджийский художник, писатель и композитор.

## Биография
Ньык Дым родился 2 февраля 1934 года в деревне Рип (округ Пеареанг, провинция Прейвэнг, Камбоджа) в семье зажиточных фермеров. На удивление родителей с самого детства проявлял интерес к творчеству. В 1949 году окончил начальную школу. Родители отправили его учиться в Школу камбоджийский искусств (ныне Департамент изящных искусств при Королевском университете изящных искусств) в Пномпене, где он изучал так называемую «традиционную живопись». Завершил обучение в 1954 году, с этого момента работал при посольстве США в Пномпене.
Женился на Мао Самен, у четы было шестеро детей: три девочки (умерли в детстве) и три мальчика. В 1957 году отправился на Филиппины, где в течение полугода писал этюды и издавал книги. В период с 1963 по 1967 год проходил стажировку в США, где изучал создание анимационных фильмов. Его работа «Мудрый кролик» (1967) победила на студенческом конкурсе анимационного кино, организованного студией Уолта Диснея. Позже бывший король Камбоджи Нородом Сианук обратился к молодому художнику с просьбой проиллюстрировать книгу его песен.
Иногда Ньык Дым рисовал сатирические карикатуры, которые публиковались в ряде изданий. Владел собственной галереей, где выставлял свои старые картины и акварели. Помимо живописи и рисования, Ньык Дым также был автором нескольких романов и композитором многих популярных песен. Он был близким другом певца Сын Сисамута, хотя в течение некоторого времени они не общались.
Весной 1975 года к власти в Камбодже пришли Красные Кхмеры Пол Пота. Был установлен тоталитарный коммунистический режим Демократической Кампучии, который проводил политику геноцида. Новые власти страны объявили охоту на представителей культуры и искусства. Ньык Дым умер 16 декабря 1978 года, став ещё одним из художников, которые не смогли пережить правление Красных Кхмеров. У него осталась жена и трое сыновей.